# جراح‌ماهی گونه‌سفید
جراح‌ماهی گونه‌سفید (نام علمی: Acanthurus nigricans) نام یک گونه از سرده جراح‌ماهی است.